# Каликуда
Каликуда (на гръцки: Καλιακούδα) е планина в Евритания, Централна Гърция. Името ѝ се превежда на български като „чавка“ или "гарга".
Намира се в центъра на Евритания. Заедно с Хелидона и Велухи образува гръбнака на планините на Евритания. Почти цялата планина е обрасла с иглолистна гора от ела.
От планината се открива прекрасна гледка към язовир Кремаста. Склоновете ѝ привличат катерачи. Подходяща за планинско колоездене. Видната ѝ фауна е представена от вълк, дива котка и скален орел. Кафявата мечка е напуснала планината в последните десетилетия.
През август 1821 г. по склоновете на планината се разиграва битка при Каликуда, в която въстаниците предвождани от Зигурис Тзавеллас (Сгур Дзавела) са разбити от армията на шкодренския паша Мустафа Рашид паша Бушати, който е последния шкодренски паша. В битката пада убит Сгур Дзавела.